# Jean Baptiste Bassand
Jean Baptiste Bassand, též Joannes Baptista Bassand (* 24. listopadu 1680 v Baume-les-Dames; † 30. listopadu 1742 ve Vídni) byl francouzský lékař.

## Životopis
Jean Baptiste se narodil jako syn měšťana a obchodníka Michaela Bassanda a jeho ženy Johanny Marceux. Jeho rodiče měli sedm dětí, dvě dcery a pět synů, z nichž Jean Baptiste byl nejmladší. Povzbuzen svým otcem, aby se vzdělával v přírodních vědách, studoval lékařství v Besançonu a Paříži. Později odcestoval do Neapole, kde získal práci v místní nemocnici a v roce 1705 získal doktorát z medicíny v Salernu. Od 8. prosince 1712 pokračoval ve studiu na univerzitě v Leidenu, kde byl žákem Hermana Boerhaavea. Později se stal chirurgem ve francouzské polní nemocnici v Itálii. Kvůli nespokojenosti s nadřízenými přešel do rakouských služeb.
Nejprve působil ve Vídni jako praktický lékař. V roce 1717 se zúčastnil benátsko-rakouské turecké války jako polní lékař u císařského pluku prince Evžena Savojského. Ve Vídni se stal roku 1720 učitelem na lékařské fakultě Vídeňské univerzity a roku 1724 osobním lékařem Leopolda Josefa Lotrinského. Když během velmi krátké doby v prosinci 1727 vyléčil jeho nejstaršího syna Františka Štěpána z neštovic, byl 23. března 1728 povýšen do šlechtického stavu, stal se císařským dvorním lékařem a byl mu udělen 21. března října téhož roku titul dvorního rady. Poté, co vyléčil jeho bratra Karla Alexandra Lotrinského v Commercy z neštovic, obdržel 26. října 1730 titul barona. Doprovázel oba šlechtice na jejich kavalírské cestě, která vedla přes několik evropských zemí. Dne 23. března 1732 se Bassand stal členem Královské společnosti v Londýně.

### Rodina
Jean Baptiste Bassand si v květnu 1715 vzal za manželku Marii Catharinu Benedetti. Byla dcerou prvního komorníka prince Evžena ve Vídni. Z tohoto manželství se narodily tři děti, z nichž dcera Marie Thérèse dosáhla dospělosti. Oba synové zemřeli v dětském věku. V červenci 1723 zemřela jeho manželka Maria Catharina Benedetti. Bassand se znovu oženil. Z tohoto druhého manželství s Johannou Marií Theresií Reinou von Waldnerin (Jeanne Marie Valdenaire, 1682–1755) se nenarodily žádné děti.